# 松本龍
松本龍（日语：／ Matsumoto Ryū，1957年5月17日—2018年7月21日），出生於福岡縣福岡市，屬日本民主黨的政治人物。

## 生平
松本龍畢業於中央大學法學系，1980年擔任父親松本英一的議員秘書加入政壇。1990年首次參選第39屆日本眾議院議員總選舉，代表日本社會黨出選並成功當選，其次七次的選舉都成功當選。2010年在菅直人內閣第一次改組中首次入閣，擔任環境大臣兼任內閣府特命擔當大臣（防災擔當）。2011年，菅直人內閣第二次改組中成功留任，不過在年中離任環境大臣，松本龍後又因對311地震發言失當，辭去內閣府特命擔當大臣一職。
2018年7月21日0時55分，因肺癌而於福岡市的醫院去世。